# Puerto de Pórtland
El puerto de Portland se ubica junto a la isla de Portland, Dorset, Inglaterra, y es uno de los más grandes hechos por el ser humano.
El puerto original se formó gracias a la protección natural que la costa sur de Inglaterra, Chesil Beach y la isla de Portland ofrecían en este lugar. Prometían resguardo a los barcos de las inclemencias del tiempo precedentes de todas direcciones excepto del este. El rey Enrique VIII construyó el Castillo de Portland y el Castillo Sandsfoot para proteger el ancladero.
La edificación del puerto moderno comenzó en 1849 al sur del ancladero, con la construcción del primer rompeolas, hecho con piedra de Portland de las canteras locales de la isla. El rompeolas fue terminado en 1872 y creó un puerto mucho más grande que proveía protección de los vientos del sureste. También se construyeron el fuerte de Verne Citadel, el Fuerte Nothe, East Wear Battery, High Angle Battery y otros dos fuertes sobre los rompeolas.
En 1906, con la amenaza de un ataque de torpedos desde el lado este del anclamiento, otros dos rompeolas fueron añadidos. En 1914, ante la posibilidad de un ataque submarino, el HMS Hood fue hundido intencionalmente en el paso entre los rompeolas meridionales.
El puerto de Portland es en la actualidad un lugar popular para la práctica de windsurf, buceo y navegación. La Academia Nacional de Navegación de Weymouth y Portland, la cual estará a cargo de los eventos pertinentes a dicha disciplina en los Juegos Olímpicos de Londres 2012, se encuentra en la orilla suroeste del puerto.